# Jekaterina Andrjusjina
Jekaterina Andrjusjina (russisk: Екатерина Сергеевна Андрюшина tr. Jekaterina Sergejevna Andrjusjina ; født 17. august 1985 i Moskva, Rusland) er en russisk håndboldspiller. Hun spiller hos Svesda Svenigorod, sammen med størstedelen af de russiske landsholdsspillere. Hun er playmaker, men kan spille på alle pladserne i bagkæden. Hun er blevet trænet af Irina Dibirova. Hun spiller også på det russiske A-landshold, og er blevet en vigtig spiller. To playmakere at skifte med på det russiske A-landshold og det russiske storhold Svesda Svenigorod. Jekaterina Andrjusjina spiller på de russiske landshold, men også hos Svesda Svenigorod, selvom hun har spillet der i en stor del af sin karriere.
Jekaterina Andrjusjina besluttede at holde en pause fra landsholdet efter OL 2008 i Beijing, Kina bl.a. på grund af mange skader. Hun var derfor ikke med til EM 2008 i Makedonien. Hun er tilbage på landsholdet, og gjorde sin debut til GF World Cup 2009 i Danmark.
Hun var også med til at vinde VM-guld for Holland, som assistenttræner, ved VM i kvindehåndbold 2019 i Japan, efter finalesejr over Spanien.